# Gobemouche à poitrine grise
Muscicapa randi
Espèce
Statut de conservation UICN

 VU  : Vulnérable
Le Gobemouche à poitrine grise (Muscicapa randi) est une espèce de passereaux de la famille des Muscicapidae.

## Répartition
Cet oiseau peuple les îles de Luçon et Negros aux Philippines.